# Rhizogonium novae-hollandiae
Rhizogonium novae-hollandiae är en bladmossart som beskrevs av Bridel 1827. Rhizogonium novae-hollandiae ingår i släktet Rhizogonium och familjen Rhizogoniaceae. Inga underarter finns listade i Catalogue of Life.